# Punch (banda)
Punch fue una banda hispano-argentina de rock. Se formó en 1978 en Pollensa, Baleares, por los músicos de rock argentino  Quique Gornatti y Morcy Requena, ambos exintegrantes de La Cofradía de la Flor Solar, junto a Miguel Cantilo e Isa Portugheis.
La banda fue una de las principales del movimiento musical argentino de principios de los '80 conocido como nuevo rock. A pesar de su breve actividad y escaso éxito de ventas, Punch ha quedado en la historiografía del rock argentino como una banda importante, ya que fue de las primeras en hacer new wave en Argentina, en tiempos en que el público roquero argentino todavía estaba apegado al folk y la música progresiva. Dicho cambio que el rock argentino tomaría a principios de los '80 sería fundamental para que luego conquistara América de la mano de bandas como Miguel Mateos/ZAS, Enanitos Verdes, Virus y Soda Stereo.
Su canción «La gente del futuro» logró el puesto 65° en el ranking de las 100 mejores canciones del rock argentino por la Rolling Stone Argentina y MTV en 2002 y el puesto 21° en un ranking similar hecho en 2007 por Rock.com.ar,

## Historia

### Inicios
Miguel Cantilo, ex Pedro y Pablo, fue convocado por Isa Portugheis, Carlos Enrique (Quique) Gornatti y Morcy Requena, mientras se encontraba viviendo en Ibiza España para incorporarse a un nuevo grupo musical para trabajar en Mallorca, cuyo nombre fue Cábala, con el que lograron sobrevivir trabajando como músicos en locales y pubs de Baleares, durante el autoexilio general debido al golpe de Estado autodenominado Proceso de Reorganización Nacional que se produjo el 24 de marzo de 1976.
Con el tiempo se le integró el músico de Pamplona, Fernando Huici y se comenzó a preparar en casa de Isa Portugheis, un material propio y versiones de los éxitos de rock argentino; con dicho material giraron durante un año y medio, se presentaron exclusivamente en Mallorca y llegaron a grabar una maqueta con el productor Jorge Álvarez.
Ante el apremio de las autoridades españolas por la falta de permiso de trabajo se decidió de a poco regresar a la ciudad de Buenos Aires, el productor Oscar Lopez (Sazam Records) compró los 2 temas grabados en Madrid; el primero que regresa es Isa Portugheis, en barco y trayendo el equipo de sonido del grupo. Luego de a poco, el resto del grupo con el tiempo llega a Argentina.
A fines de la década de los años '70 el rock argentino vivía un panorama desolador: perseguido y censurado por la dictadura, carente de figuras que emigraron (especialmente a España) exiliándose por la persecución militar, y a todo esto, un estancamiento musical.
En el mundo el rock progresivo había cumplido su ciclo hacia 1977 con la explosión del punk y sus sucesores como la new wave, que recuperaron la energía y la espontaneidad del rock and roll primitivo que se habían olvidado con el estilo progresivo, y que abrieron camino al que sería el sonido característico de los años '80. No obstante, en Argentina la dictadura no permitió el ingreso del punk (por obvias razones de mantener una férrea censura sobre las noticias que considerara indeseables), lo cual provocó que no hubiera renovación estilística y que el rock progresivo continuara varios años más, sobrepasando su ciclo natural, algo que se evidenciaría por ejemplo en la película Buenos Aires Rock (1982), que muestra imágenes de un festival argentino del mismo nombre, y en donde se ven hippies en pleno año 1982.
Esto es de destacar pues en el resto del mundo resultaba anacrónico, ya que para 1982 los hippies habían desaparecido hacía varios años del centro del panorama musical, y en ese mismo momento en el mundo reinaban la new wave y el synthpop.
Como consecuencia del mencionado estancamiento musical, los mayores defectos que se le achacaban al rock progresivo (tomarse a sí mismo demasiado en serio, ser demasiado frío, demasiado intelectual, demasiado lento y parsimonioso, demasiado proclive a los solos interminables, falto de espontaneidad, poco predispuesto al baile y a la diversión, poco accesible para ganarse la popularidad de las masas, poco atractivo para el público femenino) se fueron haciendo cada vez más evidentes, al quedar largos años como la única propuesta visible de rock en el ambiente argentino.

### Adonde quiera que voy(1980)

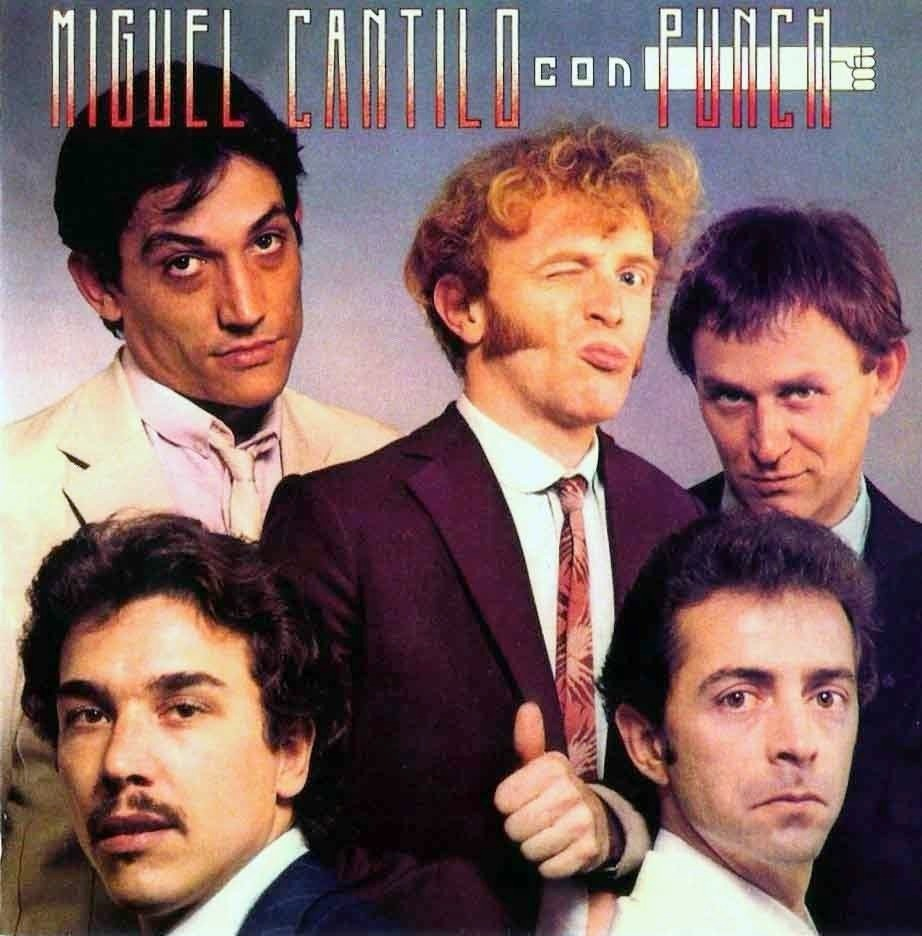
Adonde quiera que voy (1980) fue un disco adelantadísimo, tanto en música como en estética, para el panorama musical argentino de la época, anticipándose a la posterior explosión de la new wave en Latinoamérica que protagonizarían bandas como Soda Stereo y Los Enanitos Verdes. No obstante, la respuesta del público, demasiado apegado a la etapa folk de Miguel Cantilo, fue muy fría.

Uno de los primeros intentos para modernizar el rock argentino provino irónicamente de un emblema de la generación anterior: el mismo Miguel Cantilo, que en su paso europeo tomó contacto con el estilo new wave, y buscó traer esas influencias a Argentina a través de su nueva banda, Punch. El cambio que buscó mostrar con su anterior etapa era visible ya desde la tapa de su disco debut, Adonde quiera que voy (1980), donde se lo veía muy cambiado, con un nuevo corte de pelo y un traje, a tono con la influencia new wave, y haciendo un gesto de guiño picaresco, como si no se tomara a sí mismo demasiado en serio; además en términos musicales es de destacar que el disco era innovador dentro de la escena argentina, incluyendo algunos de los primeros reggaes en el país (Atención al camino, La serpiente).

«Empezamos a tocar en lugares chicos para ir metiéndonos en el público de acá -recuerda Enrique Gornatti-. El público reaccionó ásperamente con nosotros, un poco por la música que hacíamos y otro poco por nuestra apariencia: tal vez nos confundían con una especie de conchetitos»

Lo cierto es que el grupo con sus años de exilio y mente liberada, y retirada de vivir en dictadura, fue rechazado por el público argentino, quien desconocía el estilo new wave ya muy exitoso en el mundo con exponentes como The Police, Dire Straits, The Pretenders, Specials, y tantos otros, y no muy difundido en el país. La poca comprensión del público sobre la propuesta y también los proyectiles recibidos en el festival de La Falda y en Prima Rock, no mermaron el compromiso del grupo con su propuesta. Además, a largo plazo este lanzamiento fue importante en la historia del rock argentino, pues fue el primer atisbo de que ya estaban empezando a darse los primeros pasos para realizar la renovación musical en el ambiente argentino.
Una excepción a la suerte que corrió el disco es el tema central, Adonde quiera que voy, que se convirtió en un éxito de difusión que sigue sonando hasta hoy día en los medios y que formó parte durante años del repertorio habitual de Miguel Cantilo, incluso abre su disco Clásicos.

### En la jungla(1981)
Sin embargo, un éxito apareció en las emisoras de radio en 1981: La gente del futuro, de su segundo álbum, En la jungla y todo  parecía favorecer al éxito.
Pero y como en forma simultánea ya por entonces Cantilo y Jorge Durietz hacían actuaciones como Miguel Cantilo - Jorge Durietz, porque la marca Pedro y Pablo estaba prohibida, y al esbozarse el fin de la dictadura post derrota en Malvinas, se logró reflotar y presentar a Pedro y Pablo, en Obras Sanitarias, y fue un gran éxito, lo que quedó de Punch se transformó en la banda de apoyo del dúo y los repertorios de ambos quedaron fusionados en uno solo. Hacía 1983, Punch desapareció.
Se cerraba así la historia de esta experiencia de Miguel Cantilo, que se anticipó unos años a la explosión new wave que conquistaría Argentina con bandas como Soda Stereo, Virus, GIT y Los Helicópteros, y que, eventualmente, conquistaría toda Latinoamérica.

## Formación inicial
- Enrique Gornatti: guitarra.
- Fernando Huici: teclados.
- Isa Portugheis: batería y coros.
- Miguel Cantilo: guitarra y voz.
- Morci Requena: bajo y voz

## Discografía

### Adonde quiera que voy (1980)
1. Adonde quiera que voy.
2. Lava blanca luna.
3. La serpiente.
4. Cacho palos.
5. Buenas ondas.
6. El jornalero.
7. Atención al camino.
8. Bien caliente.
9. Chacarera de plata.
10. Directriz.
11. A tres mil metros sobre el nivel del mar.
12. La vuelta al origen.

### En la jungla (1981)
1. La gente del futuro.
2. Los años '80.
3. Maestro John.
4. Rock del pensamiento.
5. Unos que ríen, otros que lloran.
6. La jungla tropical.
7. Tema para el colectivero.
8. El oasis de tus ojos.
9. Mágica energía.
10. Puertas de la claridad.